# جرج کیستیاکویکی
جرج کیستیاکویکی (اوکراینی: Георгій Богданович Кістяківський؛ زاده ۱۸ نوامبر ۱۹۰۰ درگذشته ۷ دسامبر ۱۹۸۲) یک دانشمند در زمینه شیمی‌فیزیک اهل اوکراین بود.